# Steinebach (Weitnau)
Steinebach (mundartlich: Schtuinǝba, Schtoinəbach, Schwendǝlǝburǝ) ist ein Gemeindeteil der Marktgemeinde Weitnau im bayerisch-schwäbischen Landkreis Oberallgäu.

## Geographie
Der Weiler liegt circa fünf Kilometer nordöstlich des Hauptorts Weitnau. Südlich der Ortschaft fließt die Wengener Argen.

## Ortsname
Der Ortsname bedeutet (Siedlung am) Bach, dessen Grund mit Steinen bedeckt ist.

## Geschichte
Der Bach Steinebach wurde erstmals urkundlich im Jahr 1523 als an Steinenbach erwähnt. Die Siedlung entstand nach dem Jahr 1818, erstmals genannt wurde sie 1875. Der Ort war bis zur bayerischen Gebietsreform 1972 Teil der Gemeinde Wengen.